# 曷剌
曷剌（Qara，1254年—1316年），元朝将领，出自林中百姓兀速儿吉氏。
元世祖至元九年（1272年），見世祖忽必烈，詔入太官直。至元二十四年（1287年），從討乃顏，获賜白金、楮幣、甲冑、橐駝、鞍馬。元成宗時出使高麗王朝，在和林、江西、福建为官。担任忠勇校尉、中書直省舍人。出監息州，转任奉訓大夫。元武宗以曷剌是世祖舊臣，任命他为奉議大夫、都水監卿。次年，加嘉議大夫。第三年，佩金虎符，兼直東水韃靼女直萬戶府達魯花赤。元仁宗延祐元年（1314年），特授資善大夫、遼陽等處行中書省左丞，仍監其軍。延祐三年（1316年）入朝为榮祿大夫、大司農。去世时六十三岁，追贈推誠宣力保德功臣、太師、開府儀同三司、上柱國，追封薊國公，諡安穆。其子不花。

## 延伸阅读
[在维基数据编辑]
 《元史/卷135》，出自宋濂《元史》
 《新元史/卷178》，出自柯劭忞《新元史》